# مالو کرچماره
مالو کرچماره (به صربی: Malo Krčmare) یک منطقهٔ مسکونی در صربستان است که در راچا واقع شده‌است. مالو کرچماره ۴۸۶ نفر جمعیت دارد.